# دوست‌آباد (ازبکستان)
دوست‌آباد (به ازبکی: Dustobod) یک منطقهٔ مسکونی در ازبکستان است که در شهرستان قویی چرچیق واقع شده‌است. دوست‌آباد ۱۵٬۶۶۸ نفر جمعیت دارد.